# Hoist Finance
Hoist Finance AB  är ett svenskt finansföretag, som grundades 1994. Det fick genom dåvarande dotterbolaget Hoist Kredit AB 1996 kreditmarknadslicens av Finansinspektionen. Företaget köper portföljer med skulder från internationella banker och finansiella institut.
Hoist Finance AB:s aktier är sedan 2015 noterade på Stockholmsbörsen.